# 愛の魔力
「愛の魔力」（原題：What's Love Got to Do with It）は、アメリカ合衆国の歌手、ティナ・ターナーが1984年に発表した楽曲であり、代表曲。テリー・ブリテンとグラハム・ライルの共作で、ブリテンはプロデュースおよびギター演奏も担当している。
スタジオ・アルバム『プライヴェート・ダンサー』からシングル・カットされて、アメリカのBillboard Hot 100では3週連続で1位を獲得。アイク&ティナ・ターナー時代の最大のヒット・シングルであった「プラウド・メアリー」（全米4位）を超える結果となった。また、『ビルボード』誌のアダルト・コンテンポラリー・チャートでは8位、ダンス・ミュージック／クラブ・プレイ・シングル・チャートでは21位に達した。

## 受賞・評価
第27回グラミー賞では、本作が最優秀レコード賞、最優秀楽曲賞、最優秀女性ポップ・ボーカル・パフォーマンス賞の3部門を受賞した。本作のミュージック・ビデオは、MTV Video Music Awardsで最優秀女性ビデオ賞を受賞した。
ローリング・ストーンの選ぶオールタイム・グレイテスト・ソング500では316位にランク・インしている。

## カヴァー
- クリフ・リチャード - アルバム『Wanted』（2001年）に収録。
- ティファニー - トリビュート・アルバム『What's Love? A Tribute to Tina Turner』（2004年）に提供[17]。